# Ik (dopływ Oszy)
Ik (ros. Ик) – rzeka w Rosji w obwodzie omskim, lewy dopływ Oszy. Jej długość wynosi 48 km, a powierzchnia zlewni 1682 km².
Źródła rzeki znajdują się na bagnach w północnej części rejonu kołosowskiego. Następnie płynie na północny wschód przez miejscowości Żyrianowo, Czeczenjewo i Kirylino. Uchodzi do Oszy niedaleko Timina.